# Église Saint-Pierre de La Charité-sur-Loire
Pour les articles homonymes, voir Église Saint-Pierre.
L'église Saint-Pierre est une église catholique située sur la commune de La Charité-sur-Loire, dans le département de la Nièvre, en France.

## Historique
L'édifice est inscrit au titre des monuments historiques en 1971.

## Galerie

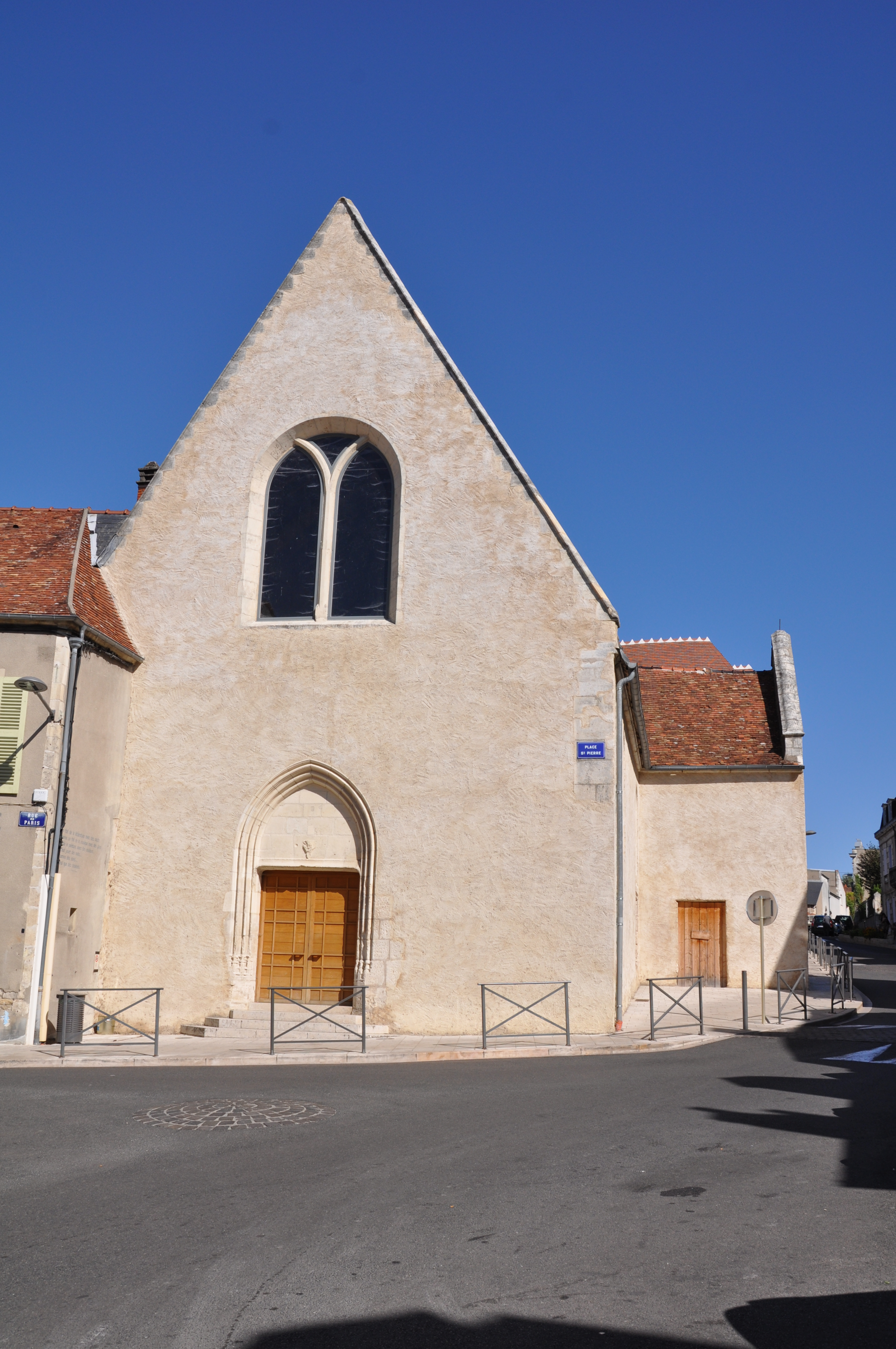
La façade de l'église.
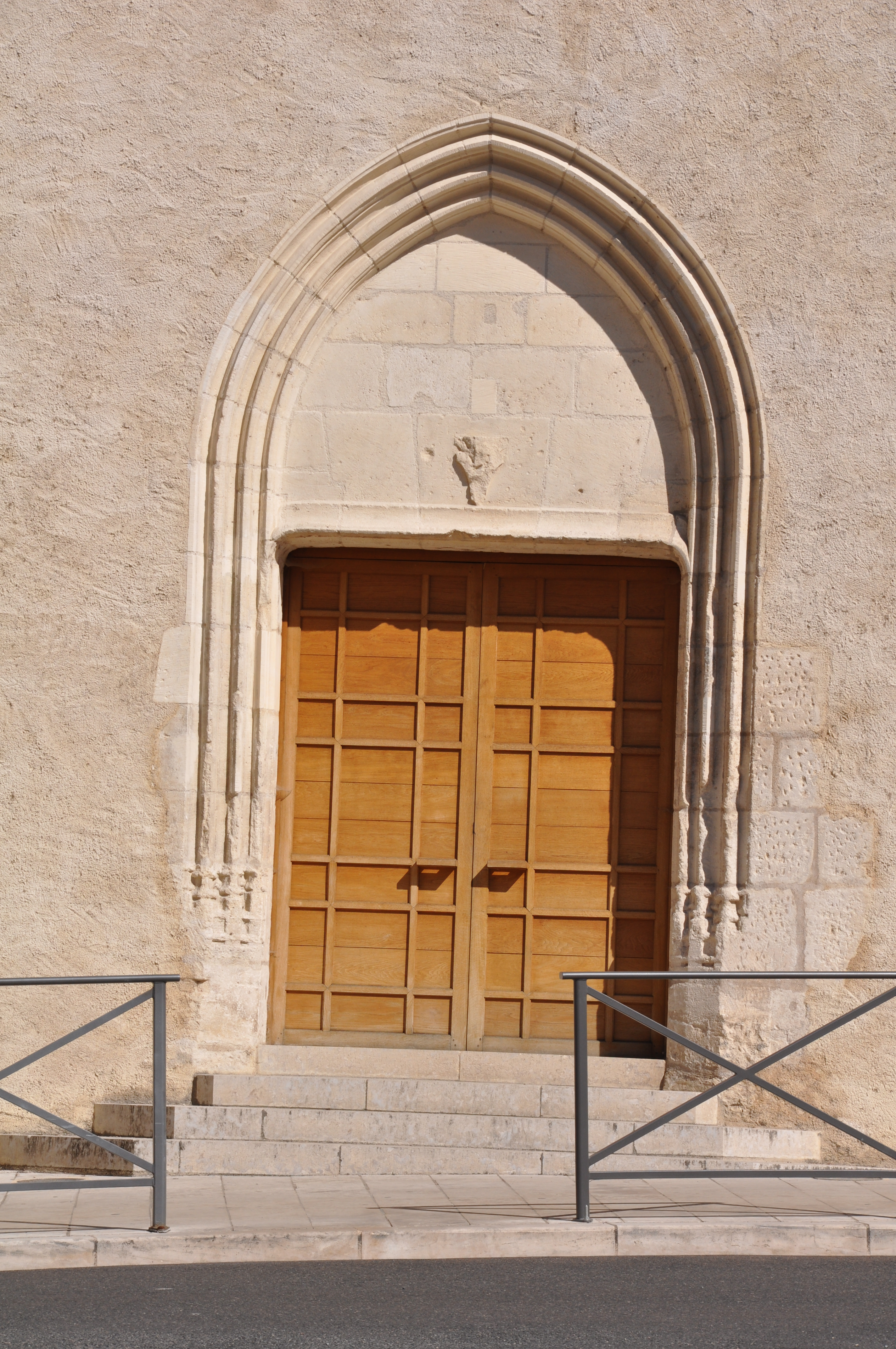
Le portail.

### liens externes
- Ressources relatives à la religion :   - Clochers de France
  - Observatoire du patrimoine religieux
- Ressource relative à l'architecture :   - Mérimée